# 張叔安
張叔安 （1478年—？年），字岳卿，四川成都府內江縣人，民籍，治《書經》，明朝政治人物。

## 生平
四川鄉試第十五名舉人。弘治十八年（1505年）中式乙丑科會試第一百八十五名，三甲第二十九名進士。授蠡县知县，正德十年（1515年）任直隸真定府知府。

## 家族
曾祖張彥理，陰陽官贈戶部主事；祖父張介，知府；父張作表，母李氏。